# 西塱车辆段
西塱车辆段与综合基地位于中國广州市荔湾区花地大道以西，北邻龙溪路，南靠已废弃的广钢铁路专用线，邻近广中公路与花地大道立交桥，于1997年投入使用，是广州市轨道交通线网的第一个车辆基地。

## 功能
车辆段占地26.62万平方米，承担一、二、八号线的车辆大架修任务及一号线全线线路的配属车日常维修、保养及停放等功能。车辆段设有大架修3列位、定修1列位、临修1列位、静调1列位、周月检线4列位、停车列检线36列车。
车辆段还与广州钢铁厂铁路专用线的东漖车站间设有联络线。早期广州地铁部分A型和L型列车便通过该联络线运进车辆段，首列一号线列车于1997年4月入段。后因广钢搬迁停产、铁路线废弃而不再使用。

## 扩建
1号线车辆于2008年陆续进入大修期，2、8号线车辆亦于同年陆续进入架修期。但车辆段已有设计检修能力不足，故广州地铁于2008年启动车辆段扩建工程，以满足近期及远期车辆大、架修的需要，同时可增加一号线车辆的停车能力。是次工程还增加了4条露天停车线，并对车辆段的信号系统进行了改造。本次改扩建是中国大陆首次对既有车辆段进行系统扩容改造。

## 未来发展
由于地面的西塱车辆段和西塱、坑口两站设计无法满足未来需求，广州地铁计划对车辆段进行大规模的改扩建。根据相关规划方案，西塱车辆段将在确保既有线路运营不受影响的情况下，与1号线地面段相继在地下重建；腾出的地面空间将进行TOD开发。